# Thomas Say

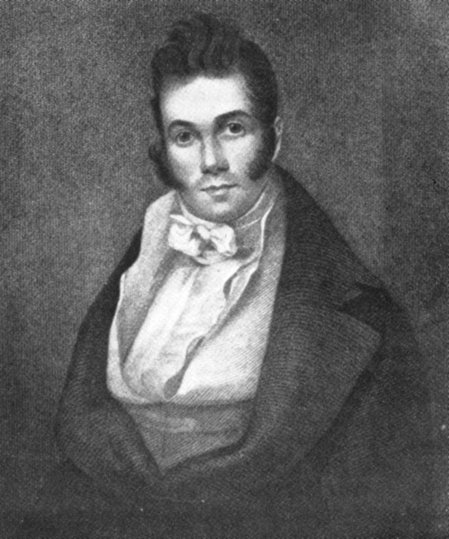
Otro retrato de Say.

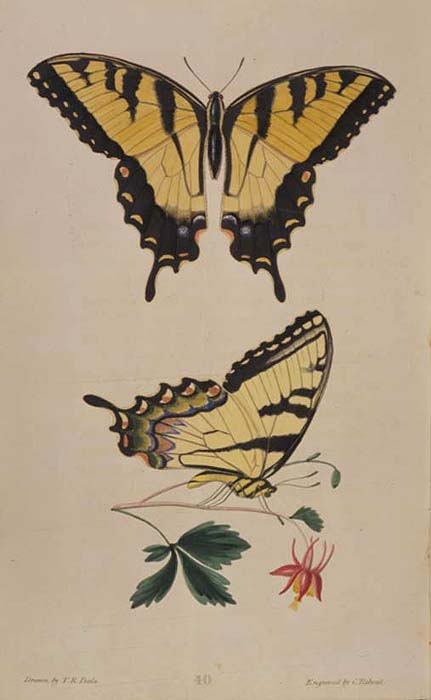
Una de las láminas originales de Say (Papilio Turnus), publicada en American Entomology; or Descriptions of the Insects of North America.

Thomas Say (Filadelfia, 27 de junio de 1787 - New Harmony, Indiana, 10 de octubre de 1834) fue un naturalista, botánico, herpetólogo  y entomólogo estadounidense. Fue un destacado taxónomo, considerándose como el fundador de la entomología descriptiva en los Estados Unidos. Fue cofundador de la Sociedad Entomológica de América.

## Biografía
Cada musgo, cada concha, cada insecto rastrero, desempeña un papel importante en el plan de Él, que enmarca esta escala de seres.
Each moss, each shell, each crawling insect, holds a rank important in the plan of Him, who framed this scale of beings.
Thomas Say, al comienzo de American Entomology, 1824.

Thomas Say nació en Filadelfia en una familia prominente de cuáqueros. Era nieto del botánico John Bartram, y sobrino del naturalista William Bartram, a quienes Say visitaba con frecuencia de niño con especímenes de mariposas y escarabajos.
Say se convirtió en boticario en su ciudad natal, pero pronto sus intereses le atrajeron hacia la naturaleza y se hizo un naturalista autodidacta. En 1812 se hizo miembro y fundador de la Academia de Ciencias Naturales de Filadelfia («Academy of Natural Sciences of Philadelphia», ANSP).
En 1816 se encontró con Charles Alexandre Lesueur (1778-1846), naturalista, malacólogo e ictiólogo francés que también era miembro de la Academia y más adelante su conservador, entre 1816 y 1824.
Say comenzó su trabajo sobre la entomología de los Estados Unidos en la Academia. Comenzó una tradición de expediciones para recoger especímenes de insectos. Estas expediciones no carecían de riesgos: ataques indios, peligros de la frontera y peligros de viajar por el campo.
En 1818 acompañó a su amigo William Maclure (1763-1840), presidente de la Academia (1817-40) y padre de la geología americana, Gerhard Troost, geólogo, y otros miembros de la Academia en una expedición geológica a las islas de la costa de Georgia y de Florida, entonces una colonia de España.
En 1819-20, el Mayor Stephen Harriman Long dirigió una exploración al río Platte y las Montañas Rocosas con Thomas Say como zoólogo.
En 1823, desempeñó el puesto de jefe zoólogo en una nueva expedición de Long a las cabeceras del río Misisipi.
Thomas Say viajó en el famoso Boatload of Knowledge («barco del conocimient»o) a «New Harmony Settlement» («asentamiento de Nueva Armonía»), en Indiana (1826-34), una nueva colonia que era un intento de fundar una nueva sociedad, una empresa del socialista utópico Robert Owen. Una de las pasajeras era Lucy Way Sistare, con quien Say se casó en secreto, cerca de New Harmony, el 4 de enero de 1827. Ella era una artista e ilustradora de especímenes (por ejemplo, en el libro American Conchology), que más tarde se convirtió en la primera mujer miembro de la Academia. Fue acompañado por Maclure, Lesueur, Francisco Neef, un educador y Gerhard Troost. Allí trabajó más adelante con otro naturalista, Constantine Samuel Rafinesque-Schmaltz (1783-1840).
En New Harmony, Thomas Say continuó su monumental trabajo de descripción de insectos y moluscos, dirigiendo dos trabajos clásicos:
- American Entomology, or Descriptions of the Insects of North America, 3 vols., Filadelfia, 1824-28;
- American Conchology, or Descriptions of the Shells of North America Illustrated From Coloured Figures From Original Drawings Executed from Nature, Parts 1 - 6, New Harmony, 1830-34; Part 7, Filadelfia, 1836;

Durante esos años en New Harmony, tanto Say como Lesueur experimentaron dificultades considerables. Say era un hombre modesto, que vivía frugalmente como un ermitaño, abandonando las actividades comerciales y dedicándose a sus estudios.
Murió, al parecer de la conjunción de fiebre tifoidea y paludismo, en New Harmony, el 10 de octubre de 1834, con solamente 47 años.
Say describió unas 1000 nuevas especies de coleópteros y 400 especies de insectos de otros órdenes. Ningún individuo antes que él había descubierto tantas nuevas especies.

## Otras obras
1. 1825. A glossary to Say's Entomology. Filadelfa: S.A. Mitchell  — PDF 7,6 Mb (enlace roto disponible en Internet Archive; véase el historial, la primera versión y la última).
2. 1837. Descriptions of some species of North American Hymenoptera, and observations on some already described. Boston Jour. Nat. Hist., vol. 1, pp. 414–416. Reimpreso como libro, 1859
3. 1859. The complete writings of Thomas Say on the entomology of North America. Ed. John L. LeConte. New York, vol. 2, pp. 788–789. Reimpreso de Say, 1837

- La abreviatura «Say» se emplea para indicar a Thomas Say como autoridad en la descripción y clasificación científica de los vegetales.[1]

## Abreviatura (zoología)
La abreviatura Say  se emplea para indicar a Thomas Say como autoridad en la descripción y taxonomía en zoología.

## Honores

### Eponimia
Fauna
- Dyspanopeus (Neopanope) sayi (Smith 1869)
- Lanceola sayana (Bovallius 1885), un anfipodo de la familia Lanceolidae
- Sayornis saya (Bonaparte 1825), un ave

Flora
- (Orchidaceae) × Laeliocattleya sayana Linden[2]
- (Rosaceae) Rosa sayi Schwein.[3]